# Blodgrupp

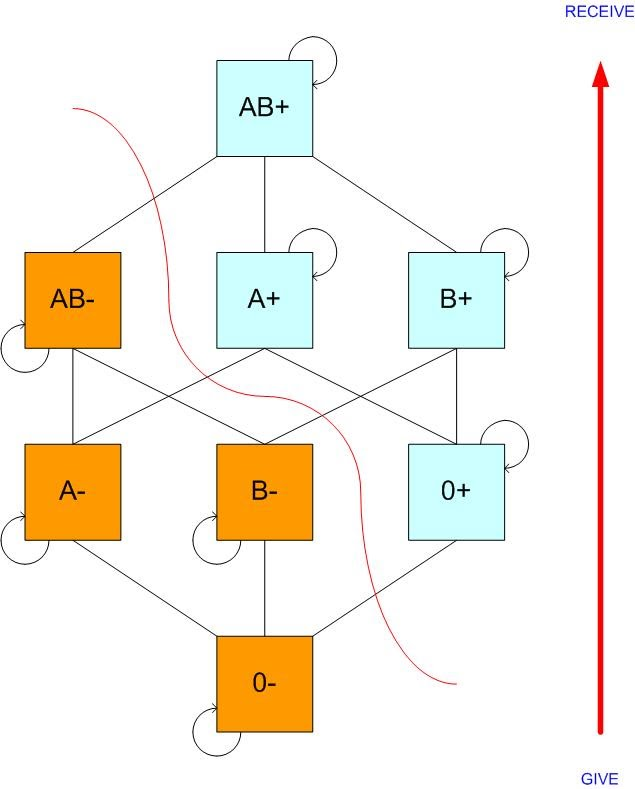
Illustration över hur blod kan doneras mellan olika blodgrupper.

Blodgrupp är ett sätt att klassificera blod från olika individer inom en viss art, där man utgår från skillnader i blodcellers egenskaper. Vid blodtransfusioner är det nödvändigt att kontrollera att blodet som ska tillföras är kompatibelt med patientens blod, eftersom svåra komplikationer annars kan uppstå.

## Historia
År 1901 upptäckte Karl Landsteiner blodgrupperna A, B och 0 (noll), och blev 1930 tilldelad Nobelpriset i medicin för denna upptäckt. Typ 0 kallades ursprungligen typ C, men blev på svenskan blodgrupp 0., och i de flesta andra språk blodgrupp O (för det tyska ordet "ohne", som betyder "utan").  Även på svenskan kan man använda termen blodgrupp O. Typ AB upptäcktes året efter.

## Blodgruppssystem
Det finns omkring 35 olika grupper av antikroppar som förekommer i blodet, som korrelerar till antigen som finns på ytan av de röda blodkropparna, och som är ovanliga eller begränsade till etniska grupper. De vanligaste indelningarna är AB0 och Rh, men andra viktiga blodgrupper förekommer.

### AB0-systemet
AB0-systemet (eller ABO-systemet, där O står för tyskans "ohne Antigene", "utan antigen") är den vanligaste indelningen av blodgrupper. Redan år 1900 upptäckte Karl Landsteiner AB0-systemet genom att blanda röda blodkroppar med serum från olika individer. Det resulterade i att blodet agglutinerade (klumpade ihop sig) till följd av de antikroppar som binder in till antigenen i AB0-systemet. Antigenerna i AB0-systemet består av oligosackarider, glykoproteiner och glykolipider. De byggs ihop av enzymer som finns kodade i generna hos varje individ. Därmed kodar inte generna för antigenerna som finns på de röda blodkropparna, utan för enzymerna som bygger antigenerna. Dessa enzymer kallas A-transferas och B-transferas. 
I AB0-systemet finns tre antigener: A, B och H. De bildar fem olika blodgrupper: A, B, AB, 0 och den mycket sällsynta Bombay.

Blodtyp (eller blodgrupp) bestäms delvis av AB0-antigener som finns på de röda blodkropparnas yta.

A
Har antigener av typ A på sina röda blodkroppar. Dessa bildas genom att A-transferas bygger på A-substans på den redan existerande H-substansen.
De med blodgrupp A bildar antikroppar mot B-antigenen.
A1 och A2
Det finns undergrupper av A. De vanligast förekommande kallas A1 och A2. Skillnaden mellan A1 och A2 är det enzym som fäster A-substansen vid H-substansen; en mutation (deletion och en frameshift-mutation) i genen som kodar för A-transferas orsakar ett förlängt protein. Det gör att enzymet blir ineffektivt och resulterar i att en person med blodgrupp A2 har färre A-substanser och fler H-substanser på sina röda blodkroppar än en person med A1. Ungefär 80 % av alla med blodgrupp A har undergruppen A1, och resterande 20 % har A2.
B
Har antigener av typ B på sina röda blodkroppar. De med blodgrupp B har gener som kodar för B-transferas som bygger på B-substans på den redan existerande H-substansen.
De med blodgrupp B bildar antikroppar mot A-antigenerna.
AB
Personen har både A- och B-antigener till följd av förekomst av både A- och B-transferas.
De med blodgrupp AB saknar antikroppar inom AB0-systemet.
0 (eller O)
Det förekommer varken A- eller B-antigener eftersom inget A- eller B-transferas finns. H-substansen förblir H-substans då inga andra substanser byggs på.
De med blodgrupp 0 har antikroppar mot både A och B. Dessa antikroppar är dock inte separata, utan är en AB-antikropp.

Om blod innehållande A-antigenen blandas med blod vars plasma innehåller antikroppar mot den (B eller 0) så reagerar kroppens immunförsvar. Den regelbundna bildningen av antikroppar i en människas blod uppkommer först 3 månader efter födseln. Antikropparna till AB0-systemet uppkommer naturligt till följd av de bakterier vi lever med (i tarmarna). I vanliga fall bildas inte antikroppar naturligt, utan vi behöver bli utsatta för främmande antigen för att bilda antikroppar. Eftersom bakterierna lever med oss hela livet blir vi konstant utsatta för de antigen vi inte redan har och därmed har vi alltid antikroppar mot den motsatta blodgruppen. Antikroppar i AB0-systemet är av IgM-typ, men förekommer även som IgG och IgA.

### Rh
Rh-systemet (Rhesusfaktor, namnet kommer från Rhesusapa) består av flera olika antigener. Det vanligaste är RhD och det antigen man syftar på när man pratar om att man är positiv eller negativ ihop med AB0-systemet. Rh innefattar utöver D även C, c, E, och e. I Rh-systemet har man antingen antigenen eller inte. Det vill säga exempelvis har man antingen C eller så har man det inte. 
Antikroppar i Rh-systemet finns inte naturligt, utan uppkommer först när man utsätts för ett antigen som man inte själv besitter. Om man exempelvis inte har antigenet D och får en blodtransfusion med röda blodkroppar som har D-antigen, finns det en viss risk att kroppen bildar antikroppar mot D. Vid den första transfusionen händer inte så mycket eftersom det tar ca 5 dygn för kroppen att bilda antikropparna. Vid en ny blodtransfusion finns antikropparna redan och kan orsaka en transfusionsreaktion.

### AB0- och Rh-systemet kombineras

AB0- och Rh-systemet kombineras för att förenkla kompatibilitetsbedömningen inför blodtransfusioner. Bloddonation fungerar normalt enligt följande givarsystem:
| 0         | 0      | Donator | Donator | Donator | Donator | Donator | Donator | Donator | Donator |
| 0         | 0      | 0 Rh−   | 0 Rh+   | A Rh−   | A Rh+   | B Rh−   | B Rh+   | AB Rh−  | AB Rh+  |
| Mottagare | 0 Rh−  | ✔       | 0       | 0       | 0       | 0       | 0       | 0       | 0       |
| Mottagare | 0 Rh+  | ✔       | ✔       | 0       | 0       | 0       | 0       | 0       | 0       |
| Mottagare | A Rh−  | ✔       | 0       | ✔       | 0       | 0       | 0       | 0       | 0       |
| Mottagare | A Rh+  | ✔       | ✔       | ✔       | ✔       | 0       | 0       | 0       | 0       |
| Mottagare | B Rh−  | ✔       | 0       | 0       | 0       | ✔       | 0       | 0       | 0       |
| Mottagare | B Rh+  | ✔       | ✔       | 0       | 0       | ✔       | ✔       | 0       | 0       |
| Mottagare | AB Rh− | ✔       | 0       | ✔       | 0       | ✔       | 0       | ✔       | 0       |
| Mottagare | AB Rh+ | ✔       | ✔       | ✔       | ✔       | ✔       | ✔       | ✔       | ✔       |

I extremt akuta sjukdomsfall där en fullständig utredning inte hinner genomföras innan blodtransfusion påbörjas används 0 Rh-negativt (0 Rh−) blod tills patientens blod är grupperat och korstestat mot olika givares blod. 

### Bombay
Ungefär fyra personer per miljon saknar H-transferas. Följaktligen har blodkropparna ingen H-substans som A- eller B-substans kan byggas på även om de skulle ha anlagen för A- eller B-transferas. Dessa personer kan bara ta emot blod från andra som saknar H-substans, men kan donera till alla andra i AB0-systemet. Blodgruppen upptäcktes 1952 i Mumbai (då Bombay) i Indien, där den förekommer hos en på tiotusen.

### Förekomst
Fördelningen varierar i olika delar av världen, men även lokala variationer kan förekomma. Till exempel förekommer B-antigenet hos uppemot 30 % hos vissa indianstammar i nordvästra Nordamerika, medan den i närliggande områden kommer upp i så lite som 10 %.
| Grupp | Hela världen | Sverige | Finland |
| ----- | ------------ | ------- | ------- |
| 0+    | 38,25 %      | 32 %    | 27 %    |
| A+    | 34 %         | 37 %    | 38 %    |
| B+    | 9 %          | 10 %    | 15 %    |
| 0-    | 7 %          | 6 %     | 4 %     |
| A-    | 6 %          | 7-8 %   | 6 %     |
| AB+   | 3 %          | 5 %     | 7 %     |
| B-    | 2 %          | 2 %     | 2 %     |
| AB-   | 0,75 %       | 1 %     | 1 %     |

### Arv
Barns blodgrupp beror på vilken eller vilka blodgrupper som dess biologiska föräldrar har:
| Föräldrars blodgrupp | Barn får blodgrupp |
| -------------------- | ------------------ |
| 0 och 0              | 0                  |
| 0 och A              | 0 eller A          |
| 0 och B              | 0 eller B          |
| 0 och AB             | A eller B          |
| A och A              | A eller 0          |
| A och B              | A, B, 0 eller AB   |
| A och AB             | A, B eller AB      |
| B och B              | B eller 0          |
| B och AB             | A, B eller AB      |
| AB och AB            | A, B eller AB      |

### Andra blodgruppssystem
Det finns även andra blodgruppssystem beskrivna, totalt ungefär 35 stycken olika. Exempel är Duffy-blodgruppssystemet, Kells blodgruppssystem, MNS-blodgruppssystemet och Lewis blodgruppssystem. De utgör tillsammans över 350 olika blodgrupper. En del är kliniskt signifikanta, det vill säga de är av betydelse vid blodtransfusioner för att undvika transfusionsreaktioner. Andra har mindre betydelse vid blodtransfusioner. Det är därför inte korrekt att 0 Rh- blod skulle vara universalgivare, då det finns fler blodgruppssystem att ta hänsyn till. 
| Nummer | Namn               | Symbol | Antal antigener |
| ------ | ------------------ | ------ | --------------- |
| 001    | ABO                | ABO    | 4               |
| 002    | MNS                | MNS    | 46              |
| 003    | P1PK               | P1     | 2               |
| 004    | Rh                 | RH     | 52              |
| 005    | Lutheran           | LU     | 20              |
| 006    | Kell               | KEL    | 32              |
| 007    | Lewis              | LE     | 6               |
| 008    | Duffy              | FY     | 5               |
| 009    | Kidd               | JK     | 3               |
| 010    | Diego              | DI     | 22              |
| 011    | Yt                 | YT     | 2               |
| 012    | Xg                 | XG     | 2               |
| 013    | Scianna            | SC     | 7               |
| 014    | Dombrock           | DO     | 7               |
| 015    | Colton             | CO     | 4               |
| 016    | Landsteiner-Wiener | LW     | 3               |
| 017    | Chido/Rodgers      | CH/RG  | 9               |
| 018    | H                  | H      | 1               |
| 019    | Kx                 | XK     | 1               |
| 020    | Gerbich            | GE     | 11              |
| 021    | Cromer             | CROM   | 16              |
| 022    | Knops              | KN     | 9               |
| 023    | Indian             | IN     | 4               |
| 024    | Ok                 | OK     | 3               |
| 025    | Raph               | RAPH   | 1               |
| 026    | John Milton Hagen  | JMH    | 6               |
| 027    | I                  | I      | 1               |
| 028    | Globoside          | GLOB   | 1               |
| 029    | Gill               | GIL    | 1               |
| 030    | RHAG               | RHAG   | 3               |

### Fotnoter
1. 1 2  Schmidt, P.; Okroi, M. (2001). ”Also sprach Landsteiner – Blood Group ‘O’ or Blood Group ‘NULL’” (på engelska). Transfusion Medicine and Hemotherapy 28 (4):  sid. 206–208. doi:10.1159/000050239. ISSN 1660-3796. https://www.karger.com/Article/FullText/50239. Läst 27 september 2019.
2. ↑  ”The Nobel Prize in Physiology or Medicine 1930” (på engelska). The Nobel Prize. https://www.nobelprize.org/prizes/medicine/1930/summary/. Läst 27 september 2019.  ”The Nobel Prize in Physiology or Medicine 1930 was awarded to Karl Landsteiner "for his discovery of human blood groups."”

  - ”Karl Landsteiner” (på engelska). The Nobel Prize. https://www.nobelprize.org/prizes/medicine/1930/landsteiner/facts/. Läst 27 september 2019.  ”[Karl Landsteiner] explained in 1901 that people have different types of blood cells, that is, there are different blood groups. The discovery led to blood transfusions between people with compatible blood groups.”
3. ↑  ”Blodgrupper”. 1177. https://www.1177.se/liv--halsa/sa-fungerar-kroppen/blodgrupper/. Läst 25 november 2023.
4. ↑  ”Tidslinjen: Blodtransfusioner | Karolinska Institutet”. ki.se. https://ki.se/forskning/tidslinjen-blodtransfusioner. Läst 25 november 2023.
5. ↑  ”Transfusionsmedicin (blodtransfusion)”. Internetmedicin. https://admin.internetmedicin.se/behandlingsoversikter/hematologi/transfusionsmedicin-blodtransfusion/. Läst 25 november 2023.
6. ↑  ”Om blod och blodgrupper”. geblod.nu. https://geblod.nu/om-blodgivning/om-blod-och-blodgrupper/. Läst 25 november 2023.
7. ↑  Dean, Laura (2005). ”The ABO blood group” (på engelska). Blood Groups and Red Cell Antigens. National Center for Biotechnology Information (US). https://www.ncbi.nlm.nih.gov/books/NBK2267/. Läst 27 september 2019
8. ↑  Storry, J. R.; Castilho, L.; Chen, Q.; Daniels, G.; Denomme, G.; Flegel, W. A. (2016-08). ”International society of blood transfusion working party on red cell immunogenetics and terminology: report of the Seoul and London meetings”. ISBT science series 11 (2):  sid. 118–122. doi:10.1111/voxs.12280. ISSN 1751-2816. PMID 29093749. PMC: 5662010. https://www.ncbi.nlm.nih.gov/pmc/articles/PMC5662010/. Läst 27 september 2019.

  - ”Table of blood group systems” (på engelska). International Society of Blood Transfusion. 6 augusti 2019. Arkiverad från originalet den 27 september 2019. https://web.archive.org/web/20190927160256/http://www.isbtweb.org/fileadmin/user_upload/Table_of_blood_group_systems_v6.0_6th_August_2019.pdf. Läst 27 september 2019.
  - ”Table of blood group antigens” (på engelska). International Society of Blood Transfusion. 12 juli 2019. Arkiverad från originalet den 27 september 2019. https://web.archive.org/web/20190927160255/http://www.isbtweb.org/fileadmin/user_upload/Table_of_blood_group_antigens_within_systems_v9_12th_July_2019.pdf. Läst 27 september 2019.
9. ↑  ”Bombay blood group (HH blood group)”. Bioscience Notes. 2019-03-02. https://www.biosciencenotes.com/bombay-blood-group-hh-blood-group/.[död länk]
10. ↑  http://www.veripalvelu.fi/www/3453